# Фехтування на літніх Олімпійських іграх 1896
Олімпійський турнір з фехтування 1896 року пройшов у рамках I Олімпійських ігор в Афінах, Греція, з 7 по 9 квітня 1896 року.

## Країни-учасниці
- Австрія (1)
- Греція (9)
- Данія (1)
- Франція (4)

## Медальний залік
| Місце | Країна        | Золото | Срібло | Бронза | Загалом |
| ----- | ------------- | ------ | ------ | ------ | ------- |
| 1     | Греція (GRE)  | 2      | 1      | 2      | 5       |
| 2     | Франція (FRA) | 1      | 2      | 0      | 3       |
| 3     | Данія (DEN)   | 0      | 0      | 1      | 1       |

## Медалісти
| Змагання                  | Золото                              | Срібло                             | Бронза                                                                          |
| ------------------------- | ----------------------------------- | ---------------------------------- | ------------------------------------------------------------------------------- |
| Рапіра, особиста першість | Ежен-Анрі Гравелотт · Франція (FRA) | Анрі Калло · Франція (FRA)         | Періклес П'єракос-Мавроміхаліс · Греція (GRE) · Афанасіос Воурос · Греція (GRE) |
| Рапіра серед маестро      | Леонідас Піргос · Греція (GRE)      | Жан Перрон · Франція (FRA)         | —                                                                               |
| Шабля, особиста першість  | Іоанніс Георгіадіс · Греція (GRE)   | Телемахос Каракалос · Греція (GRE) | Хольгер Нільсен · Данія (DEN)                                                   |